# 蔡莞瑩
蔡莞瑩，台灣主持人、藝人，曾任三立電視新聞部總監、《消失的國界》編審；2023年5月16日任中華電視公司新聞部華視新聞資訊台台長。就讀國立台灣大學管理學院碩士在職專班。